# Les Héritiers de la nuit
Les Héritiers de la nuit (Heirs of the Night) est une série télévisée norvégienne en 26 épisodes de 26 minutes créée par Diederik van Rooijen en mise en ligne entre le 25 octobre 2019 et le 31 octobre 2020 sur Amazon Prime Video. L'histoire de la série est basée sur la série de livres intitulée Die Erben der Nacht (de) d'Ulrike Schweikert.
La série est disponible en France depuis le 4 juin 2020 sur Amazon Prime Video, et au Québec depuis le 28 octobre 2021 sur ICI TOU.TV.

## Synopsis
Europe, 1889 : les héritiers des cinq derniers clans de vampires en Europe sont réunis sur le navire L'Elisabetha pour suivre les enseignements de la nouvelle école des vampires. Contrairement à leurs parents, ils doivent unir leurs forces et devenir plus forts que jamais pour survivre…

## Fiche technique
- Titre français : Les Héritiers de la nuit
- Réalisation : Diederik van Rooijen
- Scénario : Ulrike Schweikert (de), Diederik van Rooijen et Maria von Heland (de)
- Direction artistique : Algis Garbaciauskas, Silvia Nancu et Martins Straupe
- Décors : Martins Eiduks
- Costumes : Monica Petit
- Photographie : Rolf Dekens (nl)
- Montage : Moek de Groot, Stanley Kolk et Ruben van der Hammen
- Musique : Stein Berge Svendsen (no) et Bart Westerlaken (nl)
- Casting : Iveta Dortane, Nikica Kekic, Mette Holme Nielsen, Alice Purser et Belinda Sørensen
- Production : Dorothe Beinemeier, Synnøve Hørsdal, Philipp Kreuzer, Petter Onstad Løkke, Leontine Petit, Jörg Schulze et Fleur Winters
- Producteurs exécutifs : Aija Berzina, Ben Bouwmeester, Jet Christiaanse, Alise Gelze, Sinisa Juricic, Eva Visser et Marianne van Hardeveld
- Sociétés de production : Lemming Film (nl), Hamster Film, Maipo Film (no), Maze Pictures, Nukleus film, Scope Pictures et Tasse Film
- Budget : 15 millions de dollars
- Pays de production :  Norvège
- Genre : Fantastique
- Durée : 26 minutes
- Dates de sortie :
  - Norvège : 25 octobre 2019
  - France : 4 juin 2020

## Distribution

### Acteurs principaux
- Anastasia Martin  : Alisa von Vamalia
- Ulrik William Græsli  : Lars de Dracas
- Charlie Banks  : Tammo von Vamalia
- Francesco De Vito  : Comte Claudio de Nosferas
- Florian Bartholomäi (de)  : Hindrik
- Jordan Adene  : Malcolm de Vyrad
- Liam Nicolosi  : Luciano de Nosferas
- Ines Høysæter Asserson (no)  : Inger de Dracas
- Scarlett Rousset  : Joanne de Pyras
- Mina Dale  : Fanny de Dracas
- Lena Kvitvik  : Karen de Dracas
- Lance West : Nicu
- Simonetta Bortolozzi (VFB : Stéphane Excoffier) : la comtesse Viola de Nosferas
- Julian Bleach (en) (VFB : Erwin Grünspan) : le comte Dracula
- Aisling Sharkey  : Ivy
- Christina Chong  : Calvina

### Acteurs récurrents
- Sallie Harmsen (VFB : Claire Tefnin) : Tonka de Upiry
- Pietro Ragusa (it)  : Umberto
- Hildegard Schmahl (de)  : Elina von Vamalia
- Anna Drijver  : Anna von Vamalia
- Tatjana Nardone (it)  : Raphaela
- Vegar Hoel (no)  : Baron Magnus de Dracas
- Annick Christiaens (nl)  : Baronne Audrey de Pyras
- Leo Wringer (VFB : Claudio Dos Santos) : Sir Milton de Vyrad
- Monic Hendrickx  : Elisabeta
- Finian Duff Lennon  : Seymour de Lycana
- Benja Bruijning (VFB : Alexandre Crepet) : Abraham Van Helsing
- Stefan Wienert (VFB : Jean-Michel Vovk) : le nouveau Leader des Masques Rouges

## Familles de Vampires
Composés de treize familles, ils sont :
- Les Dracas de Norvège. Ce clan est de Norvège et ils ont remporté le plus de rubis. Leur pouvoir de naissance est la télépathie, mais en remportant des combats contre d'autres clans de vampires pendant les guerres de clans, ils ont gagné les rubis de Vikla et Grimur. On dit que les Dracas sont les plus impitoyables et les plus avides de pouvoir. Ils n'ont eu aucune pitié pendant la guerre des clans.
- Les Nosferas d'Italie. Ce clan vit en Italie. Leur rubis, incrusté dans une croix inversée, a le pouvoir d'inactiver les objets consacrés (comme les croix, la bible ou l'eau bénite) contre les vampires. Ce clan a remporté une bataille contre les Arrufat, gagnant ainsi leur rubis qui permet de communiquer avec les morts.
- Les Vamalia d'Allemagne. Ce clan vient d'Allemagne. Leur rubis leur confère le pouvoir de l'amour. Ce pouvoir est considéré par les autres clans comme étant le pouvoir le plus faible (n'ayant pas d'utilité spécifique).
- Les Pyras de France. Ils vivent en France et leur rubis leur donne le pouvoir de parler avec les animaux.
- Les Vyrad d'Angleterre. Ils viennent d'Angleterre. Leur rubis leur donne le pouvoir de contrôler la météo (contrôle du vent, de l'éclairage, de la pluie, de la neige et de la création de nuages).
- Les Lycana d'Irlande. Ce clan vient d'Irlande. Ils se sont battus contre les Dracas et les Nosferas, mais actuellement, on ne sait pas qui les a tués précisément. Après l'affrontement seul l'héritier du clan Lycana, Seymour, survit avec le rubis de son clan. Celui ci a le pouvoir de métamorphose animale. Afin d'éviter la solitude, Seymour a mordu une jeune fille du nom de Ivy deux fois, la transformant ainsi en vampire de l'ombre. On dit que les Upiry ont pris le rubis des Lycana et l'ont donné à Dracula, piégeant Seymour sous forme de loup alors qu'il était parti se nourrir sous cette forme lorsque l'Upiry a volé son rubis.
- Les Upiry de Roumanie. Ils viennent de Roumanie. Ce clan avait le rubis avec la puissance de la projection astrale (envoyer son ombre pour communiquer ou pour espionner les autres). Ils étaient sous la protection de Dracula pendant la guerre contre lui et les autres clans. Ayant combattu pour lui, les autres clans pensèrent celui des Upiry tous morts et éteints. Cependant, Dracula, avant d'être vaincu et placé dans un sommeil, les transforma tous en chauves-souris et les emprisonna dans son cachot. En se réveillant 300 ans plus tard, Dracula a libéré un vampire nommé Tonka afin qu'elle puisse voler tous les rubis aux Anciens - une tâche qui en cas de succès signifierait la libération de son clan.
- Les Caminada de Suisse. Ils viennent de Suisse et leur rubis confère le pouvoir d'invisibilité. Il n'y a plus de représentant vivant connu pour ce clan.
- Les Vikla de Grèce. Ils viennent de Grèce. Le rubis du Vikla accorde le pouvoir de télékinésie. Leur rubis appartient aux Dracas depuis la guerre des clans. Il n'y a plus de représentant vivant connu pour ce clan.
- Les Tova de Hollande. Ils viennent des Pays-Bas. Le rubis du Tova permet au vampire de se déplacer dans l'eau. Il n'y a plus de représentant vivant connu pour ce clan.
- Les Belov de Russie. Ils viennent de Russie. Le rubis donne le pouvoir de marcher au soleil. Il n'y a plus de représentant vivant connu pour ce clan.
- Les Grimur d'Autriche. Ils viennent d'Autriche. Leur rubis a le pouvoir de capter la lumière du soleil. Leur rubis appartient aux Dracas depuis la guerre des clans. Il n'y a plus de représentant vivant connu pour ce clan.
- Les Arrufat d'Espagne. Ils viennent d'Espagne. Le rubis de l'Arrufat a le pouvoir de parler avec les morts. Leur rubis appartient aux Nosferas depuis la guerre des clans. Il n'y a plus de représentant vivant connu pour ce clan.

## Production

### Développement
La série a été produite par la société de production néerlandaise Lemming Film (nl) en partenariat avec Hamster Film, Maze Pictures et Maipo Film (no).
En décembre 2017, la série reçoit une contribution financière de près de 720 000 € de la société Netherlands Film Production Incentive. En mars 2018, la série reçoit une autre contribution financière de près de 250 000 €. Il était initialement prévu que Marco van Geffen dirige la série,.
Le 11 juin 2018, il est annoncé que les acteurs Monic Hendrickx, Sallie Harmsen et Benja Bruijning rejoignent la distribution de la série,.

### Tournage
Le tournage a débuté le 4 juin 2018 et devait se terminer en février 2019, cependant avec un peu de retard, celui-ci se termina le 22 mars 2019. Les prises de vues ont été tournées en Norvège, en Lettonie et en Croatie,.

## Épisodes

### Première saison (2019)
1. L'Étincelle (The Spark)
2. École de vampires (Vampire School)
3. Désholyfication (Deholyfication)
4. Invité inattendu (Uninvited Guest)
5. Le Lecteur sur le toit (The Rooftop Reader)
6. La Grande Évasion (The Great Escape)
7. La malédiction de l'Étincelle (Curse of the Spark)
8. De l'ombre à la lumière (Shadow for the Sun)
9. Bête curieuse (Freak)
10. Labyrinthe de l'esprit (Maze of the Mind)
11. Sang humain (Human Red)
12. Les Temps les plus sombres (In the Darkest of Times)
13. Battez-vous pour vivre une autre nuit (Fight to Live Another Night)

### Deuxième saison (2020)
1. Perdre la foi (Losing Faith)
2. Combattre l'argent (Fighting the Silver)
3. La Prison de la lumière éternelle (Prison of Eternal Light)
4. L'Ennemi de mon ennemi (The Enemy of My Enemy)
5. Tempête à l'horizon (Storm on the Horizon)
6. Le Dernier (The Last One)
7. Mauvais souvenirs (Bad Memories)
8. Croisé double (Double Crossed)
9. Une longue période arrive (A Long Time Coming)
10. Deux esprits en un (Two Minds as One)
11. Trouver la vie (Find Life)
12. La Course au Nœud (Race to the Knot)
13. Celui qui le détache (The One to Untie it)